# Mogu☆mogu
mogu☆mogu（もぐもぐ）は、日本の女性アイドルグループ。食べものをコンセプトにした楽曲を中心に活動している。

## 略歴
2018年4月14日、usa☆usa少女倶楽部とクラージュP'sとの融合ユニットとして、渋谷TAKE OFF7で開催された「エアリズミックライブ vol.131」にてステージデビュー。メンバーは しおの（クラージュP's/黄色）、石井唯帆（クラージュP's/青色）、早川真矢（usa☆usa少女倶楽部/オレンジ）、鈴木綾音（usa☆usa少女倶楽部/赤）、八木椛（usa☆usa少女倶楽部/緑）、および伊藤明花（ピンク、6月3日を最後に名前が見られなくなる）。
2018年11月9日、片桐わかな 加入。
2018年12月16日、鈴木綾音 卒業。
2019年2月24日、MONSTER's_eggから 風優花（ふうか）が加入。
2019年3月20日、1stシングル「モグモグ♡スイーツ天国!!」リリース。
2019年4月13日、小桜める 加入。
2019年7月13日、早川真矢 卒業。
2019年7月14日、姫乃こうめ 加入。
2019年12月28日、石井唯帆 卒業。
2020年3月18日、2ndシングル「美少女戦士♡プリン三世」リリース。
2020年3月24日、オリコンミュージックストアで楽曲配信開始。
2020年9月7日、風優花 脱退。
2020年9月7日、icmworks.刹那的世界線。から 雪野ななみ、優月ひな が在籍出向という形で期間限定加入。
2020年10月21日、主要音楽配信サイトにて「モグモグ♡スイーツ天国」配信開始。
2020年11月2日、主要音楽配信サイトにて「美少女戦士♡プリン三世」配信開始。
2020年12月25日、3rdシングル「桜の花びらのように」リリース。
2021年4月1日、i+chip=memoryスタートにともない優月、雪野の在籍出向は兼任という形となる。
2021年4月28日、4thシングル「天下一料理選手権〜最高のシェフはキミだ〜」リリース。
2022年3月26日、5thシングル「グッドラック!～こんなにも素敵な応援団に、きみは会いに行ける～」リリース。
2022年7月22日、1stワンマンライブ「モグモグ☆ライブ天国!!」を新宿BLAZEにて開催。
2022年8月11日、mogu☆mogu初のベストアルバム『超！mogu☆mogu』リリース。
2022年9月23日、1stワンマンライブ（2022年7月22日、新宿BLAZEにて開催）で披露した全曲を完全収録したライブDVD・mogu☆mogu LIVE DVD『モグモグ☆ライブ天国!!』リリース。
2022年11月8日、しおのと雪野ななみが卒業および事務所の退所を発表。
2022年12月24日、雪野ななみ 卒業。
2022年12月30日、しおの 卒業。
2023年1月2日、mogu☆moguとi+chip=memoryのメンバーによる新企画ユニット『もぐちっぷ』の始動を発表。
2023年3月28日、花咲菜愛　卒業。
2023年11月28日、小桜めるがmogu☆moguおよびもぐちっぷからの卒業を発表。
2023年12月29日、小桜める　卒業。

## メンバー

### mogu☆mogu
| 氏名                            | 誕生日   | イメージカラー | 備考                |
| ------------------------------- | -------- | -------------- | ------------------- |
| 八木 椛 （やぎ かえで）         | 1月29日  | 緑             |                     |
| 片桐 わかな （かたぎり わかな） | 10月12日 | 赤             |                     |
| 姫乃 こうめ （ひめの こうめ）   | 6月22日  | オレンジ       |                     |
| 優月 ひな （ゆづき ひな）       | 7月21日  | 紫             | i+chip=memory兼任。 |

### もぐちっぷ
| 氏名                            | イメージカラー | 備考                                         |
| ------------------------------- | -------------- | -------------------------------------------- |
| 八木 椛 （やぎ かえで）         | 緑             | mogu☆moguメンバー                            |
| 片桐 わかな （かたぎり わかな） | 赤             | mogu☆moguメンバー                            |
| 姫乃 こうめ （ひめの こうめ）   | オレンジ       | mogu☆moguメンバー                            |
| 優月 ひな （ゆづき ひな）       | 黄色           | i+chip=memoryメンバー、mogu☆mogu兼任メンバー |

## 作品

### シングル
- 2019年3月20日、1st CD「モグモグ♡スイーツ天国!!」(SNR-19178)[29]

1. モグモグ♡スイーツ天国!!（カラオケアプリBion公式ソング）
（モグモグニュースのイメージソング）[30]
（TOKYO MX「アイドル長屋REMIX」10月エンディング）[31]
（作詞・作曲：山本重夫　編曲：直井凌）
2. スパイスィ→カレー
（作詞：稲村美穂(リトル☆レンズ)　作曲：山本重夫　編曲：タナカノブマサ）[32]
3. ヒロイン気分にゃ★ひたレンジャー!
（作詞：山本重夫　作曲：山本重夫　編曲：タナカノブマサ）
4. モグモグ♡スイーツ天国!! (Instrumental)

- 2020年3月18日、2nd CD「美少女戦士♡プリン三世」(SNR-20192)[33]

1. 美少女戦士♡プリン三世
（作詞・作曲：山本重夫　編曲：直井凌）
2. デートに誘ってくだチャイナ!
（作詞・作曲：山本重夫　編曲：田中庸雅）
3. 恋の三三七拍子～とびっきりのテレパシー～
（作詞・作曲：山本重夫　編曲：直井凌）
4. 美少女戦士♡プリン三世 (Instrumental)
5. デートに誘ってくだチャイナ! (Instrumental)
6. 恋の三三七拍子～とびっきりのテレパシー～ (Instrumental)

- 2020年12月25日、3rd CD「桜の花びらのように」(MPC-20010)[12]

1. 桜の花びらのように
（作詞・作曲：山本重夫　編曲：直井凌）
2. 100万馬力のお年頃
（作詞・作曲：山本重夫　編曲：タナカノブマサ）
3. 桜の花びらのように (Instrumental)

- 2021年4月28日、4th CD「天下一料理選手権〜最高のシェフはキミだ〜」(MPC-21012)[14]

1. 天下一料理選手権〜最高のシェフはキミだ〜
（作詞・作曲・編曲：直井凌）
2. ありがとう〜みんなに出会えた奇跡〜
（作詞・作曲：山本重夫　編曲：秋山健介）
3. 天下一料理選手権〜最高のシェフはキミだ〜 (Instrumental)

- 2022年3月26日、5th CD「グッドラック!～こんなにも素敵な応援団に、きみは会いに行ける～」(MPC-22017)[15]

1. グッドラック!～こんなにも素敵な応援団に、きみは会いに行ける～
（作詞・作曲・編曲：直井凌）
2. 有頂天ジェット噴射
（作詞・作曲：山本重夫　編曲：タナカノブマサ）
3. 寿司物語～終わんないカーニバル～（仮）
（作詞・作曲・編曲：直井凌）
4. グッドラック!～こんなにも素敵な応援団に、きみは会いに行ける～ (Instrumental)
5. 寿司物語～終わんないカーニバル～（仮） (Instrumental)

### アルバム
- 2022年8月11日、ベストアルバム(CD)　「超！mogu☆mogu」(MPC-22019)[16]

1. 魅惑のSUMMER VACATION
（作詞・作曲：山本重夫　編曲：直井凌）
2. モグモグ♡スイーツ天国!!
（作詞・作曲：山本重夫　編曲：直井凌）
3. スパイスィ→カレー
（作詞：稲村美穂［リトル☆レンズ］　作曲：山本重夫　編曲：タナカノブマサ）
4. ヒロイン気分にゃ★ひたレンジャー!
（作詞・作曲：山本重夫　編曲：タナカノブマサ）
5. 美少女戦士♡プリン三世
（作詞・作曲：山本重夫　編曲：直井凌）
6. デートに誘ってくだチャイナ!
（作詞・作曲：山本重夫　編曲：タナカノブマサ）
7. 恋の三三七拍子～とびっきりのテレパシー～
（作詞・作曲：山本重夫　編曲：直井凌）
8. 桜の花びらのように
（作詞・作曲：山本重夫　編曲：直井凌）
9. 100万馬力のお年頃
（作詞・作曲：山本重夫　編曲：タナカノブマサ）
10. 天下一料理選手権〜最高のシェフはキミだ〜
（作詞・作曲・編曲：直井凌）
11. ありがとう〜みんなに出会えた奇跡〜
（作詞・作曲：山本重夫　編曲：秋山健介）
12. グッドラック!～こんなにも素敵な応援団に、きみは会いに行ける～
（作詞・作曲・編曲：直井凌）
13. 有頂天ジェット噴射
（作詞・作曲：山本重夫　編曲：タナカノブマサ）
14. 寿司物語～終わんないカーニバル～（仮）
（作詞・作曲・編曲：直井凌）
15. 悪魔る★悪魔れば★悪魔るとき
（作詞・作曲：山本重夫　編曲：タナカノブマサ）
16. 魅惑のSUMMER VACATION (Instrumental)

### DVD
- 2022年9月23日、1st ONE-MAN LIVE DVD　mogu☆mogu LIVE DVD『モグモグ☆ライブ天国!!』（MPD-22020）[17]
映像収録
  1. モグモグ♡スイーツ天国!!
  2. 天下一料理選手権〜最高のシェフはキミだ〜
  3. 美少女戦士♡プリン三世
  4. ヒロイン気分にゃ★ひたレンジャー!
  5. スパイスィ→カレー
  6. デートに誘ってくだチャイナ!
  7. 寿司物語～終わんないカーニバル～（仮）
  8. グッドラック!～こんなにも素敵な応援団に、きみは会いに行ける～
  9. 有頂天ジェット噴射
  10. ありがとう〜みんなに出会えた奇跡〜
  11. 桜の花びらのように
  12. 恋の三三七拍子～とびっきりのテレパシー～
  13. モグモグ♡スイーツ天国!!
～Encore～
  14. 悪魔る★悪魔れば★悪魔るとき
  15. 100万馬力のお年頃
  16. グッドラック!～こんなにも素敵な応援団に、きみは会いに行ける～

## 出演

### テレビ
- ドラマ「取り立て屋ハニーズ」7話・8話　しおの、優月ひな出演（2021.5.7、5.14 ひかりTVチャンネル、dTVチャンネル）
- 「GirlsPopParadise」[34] (2021.6.29 TOKYO MX)